# Лукин, Сергей Иванович
Сергей Иванович Лукин (4 октября 1923 год, Одесса, УССР, СССР  — 22 августа 1997 год,  Одесса, Украина) — советский художник-соцреалист еврейского происхождения. Ученик известных художников Игоря Грабаря и Юрия Непринцева. Писал исторические и жанровые сцены, а также пейзажи. Член Союза художников СССР и Союза художников Украины. Картины находятся в государственных музеях Москвы и Киева, а также в частных собраниях.

## Биография
Уроженец Одессы. В 1945 году окончил Одесское художественное училище имени М. Б. Грекова,  преподаватели:  Е. И. Буковецкий,  М. Павлюк, Т. Б. Фраерман, заслуженный художник УССР Н. А. Шелюто.
В 1960 году окончил живописный факультет Институт живописи, скульптуры и архитектуры  имени И. Е. Репина в Ленинграде, преподаватели:  И. Э. Грабарь и Ю. М. Непринцев. Обучение проходило на живописном факультете, присвоена квалификация художника-живописца.   
Дипломная работа — картина «Свершилось», изображающая революционера перед пустым троном свергнутого царя, была признана творческой удачей и впоследствии размещена в  экспозиции Центрального музея В. И. Ленина (Москва) (ныне — в фондах Государственного исторического музея).
Начиная с 1960 года С.И. Лукин работал в цехе живописи Художественного  фонда г. Одессы. Писал исторические и жанровые полотна (иногда очень крупные, до 4 метров длиной), а также портреты и пейзажи;  выполнял высококачественные копии работ художников Рубенса и Хосе де Рибера. Картины находятся в музеях г. Киева и других городов.
В то же время, начиная с 1961 года, Лукин занимался преподавательской деятельностью в Одесском художественном училище имени М. Б. Грекова по классу живописи, рисунка и черчения. 
Начиная с 1960 года многократно участвовал во всесоюзных, областных и городских выставках.

## Основные произведения
1. «Свершилось». Холст, масло. 1960.  Центральный музей В. И. Ленина.
2. «Трон». Этюд с натуры к картине «Свершилось». Холст, масло.
3. «Коммунистический субботник».  Картина (холст, масло) длиной около 4х метров, находится в Киевском музее.
4. «Праздник урожая. Пионеры». Холст, масло. 1986.
5. «У врача». Холст, масло. 1973
6. «Великий почин». Холст, масло. 1972
7. «Бригада рудокопов шахты "Саксагань", Кривой Рог». Холст, масло. 1976
8. «Прозрение. Год 1905». Холст, масло. 1982

## Семья
Жена — Людмила Дмитриевна Лукина-Саламейна, 23 мая 1945 г.р., окончила Одесское художественное училище имени М. Б. Грекова, преподаватель живописи и рисунка, художница.
Сын — Аскольд Сергеевич Лукин, 3 октября 1973 г.р., окончил Одесское художественное училище имени М. Б. Грекова, художник.